# Judith Richter

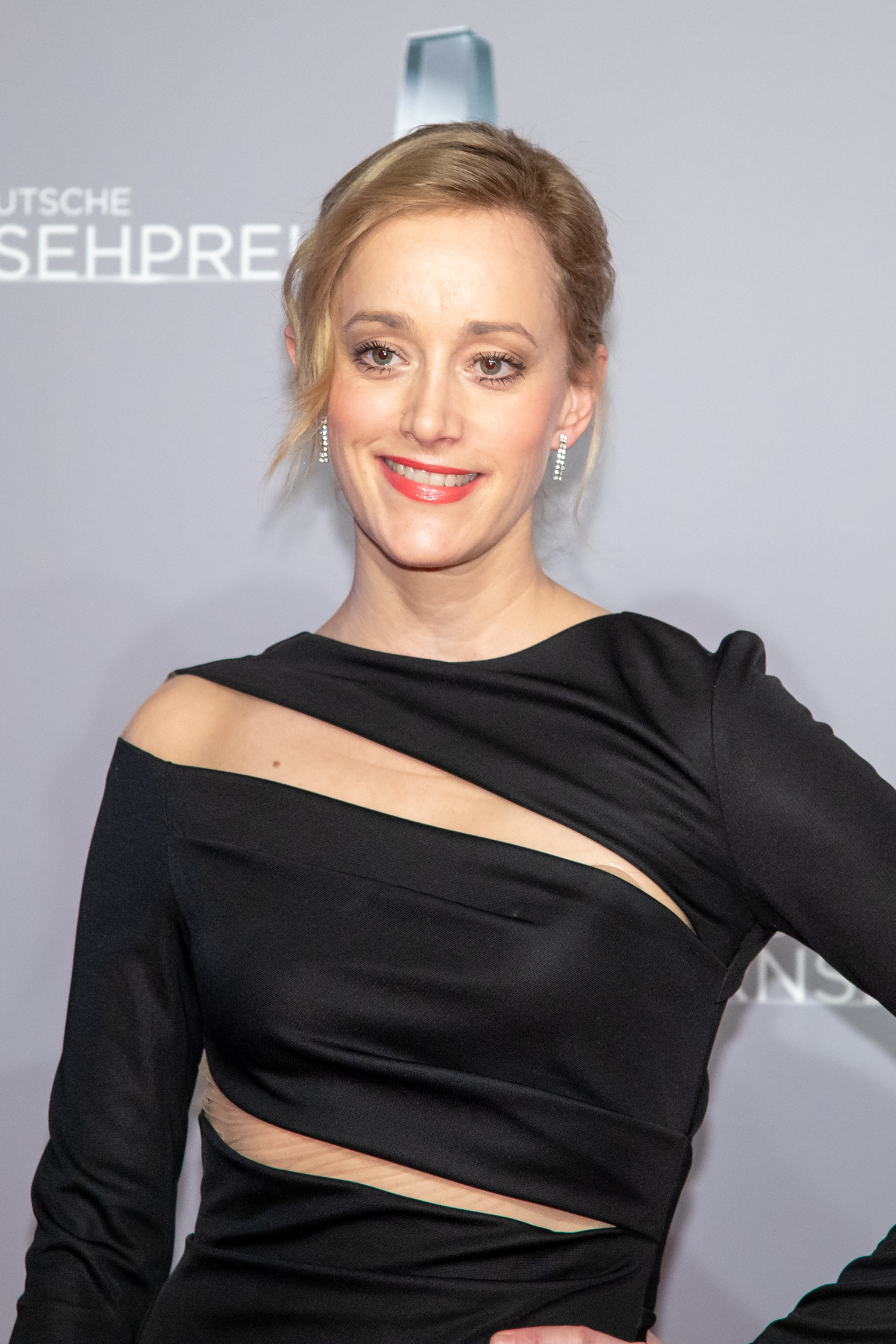
Judith Richter (2019)

Judith Richter (* 15. November 1978 in München) ist eine deutsche Schauspielerin.

## Leben
Richter ist die Tochter der Kabarettistin und Komikerin Beatrice Richter und des Schauspielers Heinz Baumann. Sie ist zweisprachig mit Deutsch und amerikanischem Englisch aufgewachsen. Zwischen 1997 und 2000 wurde sie im Münchner Schauspielstudio ausgebildet und war bereits während ihrer Ausbildung auf Theaterbühnen und im deutschen Fernsehen zu sehen. Sie bewies ihre Vielseitigkeit in unterschiedlichen deutschen Fernsehproduktionen. So wirkte sie unter anderem in Die Rettungsflieger, Unser Charly, Bewegte Männer, Der Bulle von Tölz und Die Rosenheim-Cops mit.
Im Jahr 2002 spielte Richter an der Seite von Armin Rohde und Jan Josef Liefers im Kinofilm 666 – Traue keinem, mit dem du schläfst!. 2004 war sie unter der Regie von Gernot Roll im Film Pura Vida Ibiza auf der Kinoleinwand zu sehen. 2006 schlüpfte sie im Film Doppelspiel in die Rolle der Rebecca Endlich. 2005 übernahm Richter die Rolle der Verena Bergmeier in der Fernsehserie Die Landärztin, die sie bis 2013 in allen zehn Folgen verkörperte.
In den Jahren 2008 und 2009 trat sie gemeinsam mit Alexander Schubert in Two Funny – Die Sketch Comedy auf. Von 2013 bis 2014 war Richter in der von Paul Harather produzierten Sitcom Im Schleudergang als Tochter von Christa Bachmeier, gespielt von Gisela Schneeberger, im Bayerischen Fernsehen zu sehen. Seit Juli 2014 wirkt sie in der Show Ohne Garantie – Die neue Verbraucher-Show im ZDF mit. Im Mai und Juni 2015 spielte Richter in der Rolle der Astrid Hillebrand unter der Regie von Paul Harather in der sechsteiligen Serienkomödie Sedwitz mit.

## Filmografie (Auswahl)
Filme
- 1990: Die Architekten
- 2002: 666 – Traue keinem, mit dem du schläfst!
- 2004: Schöne Witwen küssen besser
- 2004: Pura Vida Ibiza
- 2006: Doppelspiel
- 2011: Freilaufende Männer
- 2011: Resturlaub
- 2012: Air Force One Is Down
- 2015: Krippenwahn
- 2022: Bibi & Tina – Einfach anders
- 2022: Die Geschichte der Menschheit – leicht gekürzt
- 2023: Neue Geschichten vom Pumuckl
- 2024: Unspoken

Serien
- 1998: Zwei Brüder – Tödliche Träume
- 2000: Die Rettungsflieger (6 Folgen)[3]
- 2000: SOKO 5113 – Die Eisprinzessin
- 2001: Stubbe – Von Fall zu Fall – Havanna Dream
- 2001: Küstenwache – Übergabe auf See
- 2002–2005: Unser Charly (24 Folgen)
- 2003: Bewegte Männer – Sterne lügen nicht
- 2004: Der Bulle von Tölz: Krieg der Sterne
- 2004: Schöne Witwen küssen besser (Fernseh-Zweiteiler)
- 2005: Die Rosenheim-Cops – Mord im Paradies
- 2005–2013: Die Landärztin (10 Folgen)
- 2007, 2025: In aller Freundschaft – Verlockungen, Vorsicht vor Hexen
- 2008: Two Funny – Die Sketch Comedy
- 2009: Die Rosenheim-Cops – Jo unter Verdacht
- 2010: Der Kaiser von Schexing
- 2010: Polizeiruf 110 – Blutiges Geld
- 2010: Die Bergwacht – Brautflucht, Folge 15
- 2012: Ladykracher (Staffel 7)
- 2012: Die Harald Schmidt Show
- 2012: In jeder Beziehung
- 2013: Im Schleudergang
- 2013: SOKO Wismar – Tod im Feld
- 2015: Sedwitz (Folge 1–6)
- 2015: Die Rosenheim-Cops – Der große Unbekannte
- 2015: Jetzt wird’s schräg (Folge 8)
- 2015–2019: Sketch History (8 Folgen)
- 2017: Bettys Diagnose – Verlustängste
- 2017: Über Land (Folge 1)
- 2018: Löwenzahn – Bär – Alarm im Stadtwald
- 2019–2020: Schwester, Schwester – Hier liegen Sie richtig! (16 Folgen)
- 2020: Bibi & Tina – Die Serie (9 Folgen)
- 2020: Die Rosenheim-Cops – Teatime für einen Mörder
- 2021: In aller Freundschaft – Die jungen Ärzte – Leidenschaften
- 2022: Notruf Hafenkante – Trennungsschmerzen
- 2023: Neue Geschichten vom Pumuckl – Koboldsgesetz

Fernsehauftritte
- 2020/2021: Extra 3 (ARD/NDR)
- seit 2021: Die Anstalt (ZDF)

## Theater
- 1995: Anything goes – Cole Porter (Regie: McDonald)
- 1999: Brighton-Beach-Memories (Regie: McDonald)
- 1999: Der Widerspenstigen Zähmung (Regie: Roussetty)
- 2002: Boeing Boeing (Regie: Rolf von Sydow)
- 2013–2015: Ziemlich beste Freunde (Regie: Gunnar Dreßler)
- 2017: Hundert Quadratmeter (Theater im Rathaus in Essen, Regie: René Heinersdorff)
- 2019: Zuhause bin ich Darling, Komödie am Kurfürstendamm im Schillertheater (Regie: Phillip Besson)

## Auszeichnungen
Im Jahr 2004 erhielt Richter den österreichischen Filmpreis Undine Award.
2016, 2017, 2018 erhielt Judith Richter den Deutschen Comedypreis als Mitglied des Ensembles von Sketch History in der Kategorie „Beste Sketch Show“.
Unter anderem war Sketch History auch zweimal (2017, 2019) für den Deutschen Fernsehpreis nominiert.